# Zafirovo
Zafirovo (Bulgaars: Зафирово) is een dorp in het noordoosten van Bulgarije, gelegen in de gemeente Glavinitsa in de oblast Silistra. Het dorp ligt ongeveer 37 km ten zuidwesten van Silistra en 317 km ten noordoosten van de hoofdstad Sofia.

## Bevolking
In de eerste volkstelling van 1934 registreerde het dorp 1.824 inwoners. Dit groeide tot een officiële hoogtepunt van 2.193 inwoners in 1956. Sindsdien neemt het inwonersaantal af. Op 31 december 2019 telde het dorp 770 inwoners.
Van de 868 inwoners reageerden er 707 op de optionele volkstelling van 2011. Van deze 707 respondenten identificeerden 551 personen zichzelf als etnische Bulgaren (77,9%), gevolgd door 126 Bulgaarse Turken (17,8%) en 25 als etnische Roma (3,5%).
Van de 868 inwoners in februari 2011 werden geteld, waren er 118 jonger dan 15 jaar oud (13,6%), gevolgd door 539 personen tussen de 15-64 jaar oud (62,1%) en 211 personen van 65 jaar of ouder (24,3%).